# Dealu Bisericii, Argeș
Dealu Bisericii este un sat în comuna Uda din județul Argeș, Muntenia, România.